# Sociedad de Medicina Interna de Madrid-Castilla la Mancha
La Sociedad Medicina Interna de Madrid Castilla-La Mancha(SOMIMACA) es una organización científica y profesional sin ánimo de lucro dedicada a incrementar el estado del conocimiento sobre la medicina interna, a avanzar en la prevención y el tratamiento de sus enfermedades y a mejorar la supervivencia y la calidad de vida de los individuos.
Las sociedades científicas son asociaciones de especialistas o eruditos en un tema, que se unen para compartir conocimientos, mejorar los mismos, confrontarlos con otros expertos. Tienen como fin contribuir al desarrollo, investigación sobre los temas relacionados con la especialidad. Existen asociaciones de médicos internistas tanto dentro como fuera de España, destacando la sociedad internacional,americana,australiana, canadiense, irlandesa (enlace roto disponible en Internet Archive; véase el historial, la primera versión y la última). y europea.
La SOMIMACA cuenta con más de 900 socios, entre médicos especialistas y residentes, que desarrollan su trabajo en la Comunidad de Madrid  Archivado el 3 de abril de 2017 en Wayback Machine. y Castilla-La Mancha.

## Medicina Interna
La Medicina Interna es una especialidad médica que se dedica a la atención integral del adulto enfermo, sobre todo a los problemas clínicos de la mayoría de los pacientes que se encuentran ingresados en un hospital. El médico internista es el encargado de atender a los pacientes con una enfermedad aguda ingresados y que tienen un cuadro que precisa diagnóstico o a enfermos que padecen más de una enfermedad simultáneamente. En EE.UU. los médicos encargados de este trabajo son conocidos como hospitalistas.
Del 'tronco' de la medicina interna salen diferentes especialidades que atienden patología más concreta de los pacientes: la cardiología se encarga de la patología del corazón, la neumología de las afecciones de los bronquios y los pulmones, la endocrinología de las alteraciones de las hormonas y glándulas, etc. El médico internista aporta una visión global del paciente, y la capacidad de manejar alteraciones de varios órganos simultáneamente. 
Además los médicos internistas se encargan de la patología infecciosa, y del control de los factores de riesgo del paciente, esto último en coordinación con el médico de atención primaria, que también maneja esta patología pero en el ámbito extrahospitalario.
A pesar de que la especialidad es poco conocida por el 'público' general, muchos de los médicos más famosos de España han sido internistas, entre los que destacamos a Gregorio Marañón, a Carlos Jiménez Díaz y a  Ciryl Rozman. Además el médico televisivo más famoso en la actualidad, House, también es internista.
Los libros de texto más conocidos de la medicina interna son el Harrison como libro americano y el Farreras como libro español.
Además existen revistas científicas de mucho prestigio dirigidas a internistas como los Annals of Internal Medicine, Archives of Internal Medicine, JAMA, British Medical Journal y especialmente el New England Journal of Medicine.

## Historia
La Sociedad Española de Medicina Interna (SEMI) se constituyó en febrero de 1952, según reza el acta de constitución en la que figuran como fundadores D. Carlos Jiménez Díaz, D. Gregorio Marañón, D. Teófilo Hernando, D. Juan Andreu Urra y D. Manuel Bermejillo. También en ese año se puso en marcha la primera Junta Directiva con D. Carlos como Presidente, D. Agustín Pedro y Pons como Vicepresidente y D. Justo Gimena y D. José Carlos de Oya como Secretarios. Se transformaría en 1992 en una Federación de Sociedades Autonómicas de Medicina Interna voluntariamente agrupadas. Dicha Federación posee desde esa fecha personalidad jurídica propia, gozando de plena capacidad para obrar y defender los intereses de los internistas españoles.
Formando parte de la Sociedad está también la Fundación Española de Medicina Interna, con el objetivo prioritario de potenciar la investigación en Medicina Interna. Auspiciada por dicha Fundación se han formado grupos de trabajo para investigar en patología prevalente de interés en la Medicina Interna:
- Grupo de Alcohol y Alcoholismo
- Grupo de Diabetes y Obesidad
- Enfermedad Tromboembólica. Dentro de este grupo está el Registro RIETE, el mayor registro del mundo de pacientes con esta enfermedad, multinacional, del que participa España, Francia, Alemania, Italia, Israel, Macedonia, Brasil, Argentina, entre otros, y que ha dado lugar a muchas publicaciones del grupo RIETE.
- Grupo de Enfermedades Autoinmunes Sistémicas
- Grupo de Enfermedades Infecciosas
- Grupo de EPOC
- Grupo de Insuficiencia Cardiaca
- Grupo de Osteoporosis
- Grupo de Paciente Pluripatológico y Edad Avanzada
- Grupo de Riesgo Vascular

Forman además parte de la SEMI:
- Sociedad de Medicina Interna de Madrid-Castilla-La Mancha (SOMIMACA)
- Sociedad Andaluza de Medicina Interna (SADEMI)
- Sociedad de Medicina Interna de Aragón-Navarra-Rioja y País Vasco
- Sociedad Asturiana de Medicina Interna
- Sociedad Canaria de Medicina Interna (SOCAMI)
- Sociedad Castellano-Leonesa Cántabra de Medicina Interna (SOCALMI)
- Societat Catalanobalear de Medicina Interna
- Sociedad Extremeña de Medicina Interna
- Sociedad Gallega de Medicina Interna (SOGAMI)
- Sociedad de Medicina Interna de la Región de Murcia
- Sociedad de Medicina Interna de la Comunidad Valenciana

Además, la SEMI forma parte de la Federación Europea de Medicina Interna, que se fundó en 1996 y está compuesta por 34 sociedades europeas de Medicina Interna.
Por otro lado, la SEMI y por lo tanto la SOMIMACA, forman parte de FACME, una Federación de sociedades Científico Médicas de ámbito Estatal, que está formada por Sociedades voluntariamente adscritas a la misma.

## Objetivos
La SOMIMACA tiene como representar a los médicos internistas de Madrid Castilla-La Mancha en la SEMI. Además debe cultivar y promover el desarrollo de la Medicina Interna en el ámbito regional, y la defensa de los intereses profesionales de sus miembros. Cuenta entre sus objetivos:
- Fomentar todas las manifestaciones científicas relacionadas con la Medicina Interna.
- Servir de vehículo a la difusión de trabajos científicos efectuados por su colectivo.
- Velar por el cumplimiento de las normas éticas en el ejercicio de la Medicina Interna.
- Prestar asesoramiento a los poderes públicos en materia de Sanidad y Salud Pública.
- Colaborar con los organismos responsables de la enseñanza de pregrado y postgrado.
- Cooperar en la Formación Continuada y acreditarla cuando ello sea requerido.
- Obtener los fondos necesarios para cumplir estos objetivos.

Los estatutos de la sociedad, revisados el 23 de enero de 2009 definen como fin principal promover el desarrollo de la Medicina Interna, tanto en aspectos clínicos como experimentales, en las Comunidades Autónomas de Madrid y Castilla-La Mancha, definiéndose como una sociedad sin ánimo de lucro.

## Socios
Puede ser socio cualquier residente o especialista en Medicina Interna que lo desee, preferiblemente aquellos que viven o ejercen su trabajo en hospitales de Madrid o Castilla-La Mancha. Para  ser socio de la SOMIMACA solo hay que inscribirse voluntariamente. 
Ser socio de la SOMIMACA permite formar parte automáticamente de la SEMI y de la EFIM.

## Actividades
La SOMIMACA se reúne cuatro veces al año para realizar sesiones clínicas interhospitalarias, en hospitales de Madrid y Castilla-La Mancha, alternativamente, donde los residentes de la especialidad exponen casos clínicos de interés, que son discutidos por los participantes. 
Además se realiza un Congreso bianual.

## Otras sociedades médicas
- Asociación Española de Endoscopia Digestiva
- Asociación Española de Gastroenterología
- Asociación Española de Ginecología y Obstetricia
- Asociación Española de Pediatría
- Federación de Asociaciones CientíficoMédicas Española
- Red Española de Atención Primaria
- Sociedad Española Cardiología
- Sociedad Española de Reumatología
- Sociedad Española de Neumología y Cirugía Torácica
- Sociedad Española de Medicina Intensiva
- Sociedad Española de Medicina de Familia y Comunitaria
- Sociedad Española de Médicos de Atención Primaria
- Sociedad Española de Médicos Generales y de Familia
- Sociedad Española de Geriatría y Gerontología
- Sociedad Española de Traumatología
- Sociedad Española de Oftalmología
- Sociedad Española de Glaucoma
- Sociedad Española de Neurología

- Datos: Q6131029